# Echinopsis oligotricha
Echinopsis oligotricha är en kaktusväxtart som först beskrevs av Martín Cárdenas Hermosa, och fick sitt nu gällande namn av M. Lowry. Echinopsis oligotricha ingår i släktet Echinopsis och familjen kaktusväxter. Inga underarter finns listade i Catalogue of Life.